# PAS Ioànnina
El Panīpeirōtikos Athlītikos Syllogos Ioànnina, sovint esmentat PAS Giannina, (grec: Πανηπειρωτικός Αθλητικός Σύλλογος Γιάννινα) és un club esportiu grec de la ciutat de Ioànnina.

## Història
El club va ser fundat l'any 1966 amb la fusió dels clubs AO Ioanninon (fusió de Atromitos Ioanninon i Olympiacos Ioanninon el 1962) i PAS Averof.

## Palmarès
- Segona divisió grega:
  - 1973-74, 1984-85, 2001-02
- Tercera divisió grega:
  - 1997-98

## Evolució de l'uniforme
| 1968-69 | 1973-74 | 1985-86 | 2016-17 |

## Futbolistes destacats

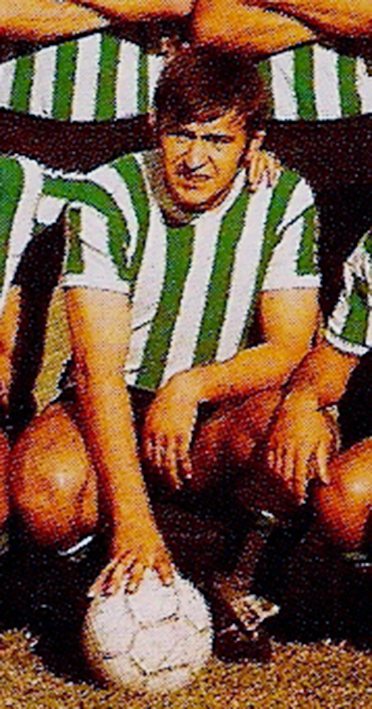
Óscar Álvarez
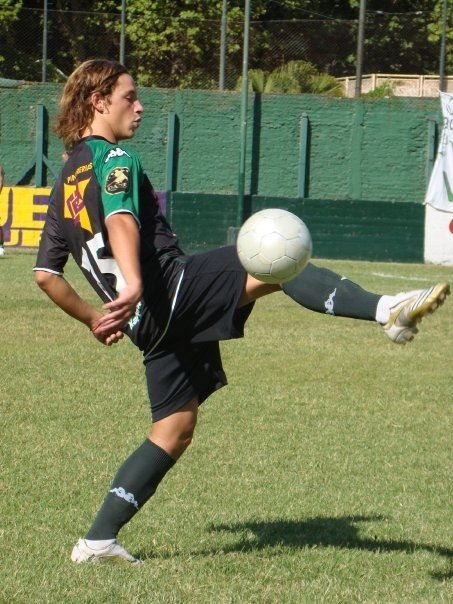
Tomás De Vincenti